# Wiebesia vechti
Wiebesia vechti is een vliesvleugelig insect uit de familie vijgenwespen (Agaonidae). De wetenschappelijke naam is voor het eerst geldig gepubliceerd in 1993 door Wiebes.